# 20. Jahrhundert v. Chr.
Portal Geschichte | Portal Biografien | Aktuelle Ereignisse | Jahreskalender | Tagesartikel

◄ |
3. Jt. v. Chr. |
2. Jahrtausend v. Chr. | 1. Jt. v. Chr.  

◄ |
22. Jh. v. Chr. |
21. Jh. v. Chr. |
20. Jahrhundert v. Chr. |
19. Jh. v. Chr. |
18. Jh. v. Chr. |
►

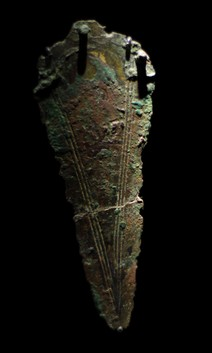
Bronzedolchklinge aus dem Fürstengrab von Leubingen, ca. 1950 v. Chr.

Das 20. Jahrhundert v. Chr. begann am 1. Januar 2000 v. Chr. und endete am 31. Dezember 1901 v. Chr. Dies entspricht dem Zeitraum 3950 bis 3851 vor heute oder dem Intervall 3632 bis 3546 Radiokohlenstoffjahre.

## Zeitalter/Epoche
- Subboreal (3710 bis 450 v. Chr.).

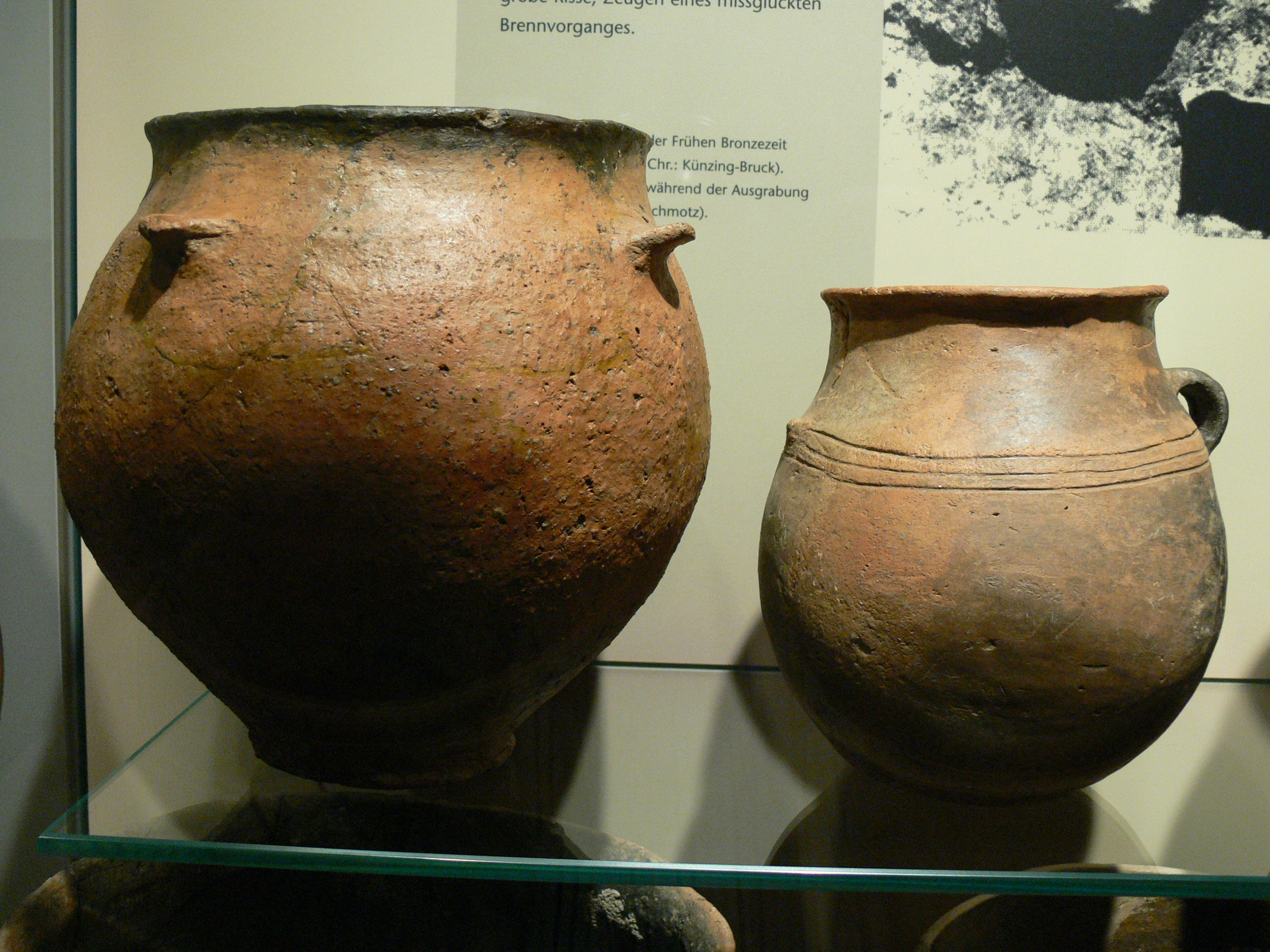
Keramikgefäße aus der Frühbronzezeit, 2000 v. Chr.

- Frühbronzezeit in Mitteleuropa (ab 2300/2200 v. Chr. bis 1600 v. Chr.) – Bz A2 (2000 bis 1600 v. Chr.). Echte Bronze setzt sich jetzt bei Waffen und Geräten durch.
  - In Leubingen (Thüringen) wird ein Fürst bestattet. Die hölzerne Grabkammer wurde mit dendrochronologischen Methoden auf 1942 ± 10 Jahre v. Chr. datiert. Die Grabbeigaben sind typisch für die frühbronzezeitliche Aunjetitzer Kultur.
- Einsetzen der Bronzezeit im Norden Chinas.
- Mittlere Bronzezeit (2000 bis 1700/1600 v. Chr.) in Griechenland.
  - Das Mittelhelladikum beginnt im heutigen Griechenland[1].

## Ereignisse/Entwicklungen
- 20. Jahrhundert v. Chr.:

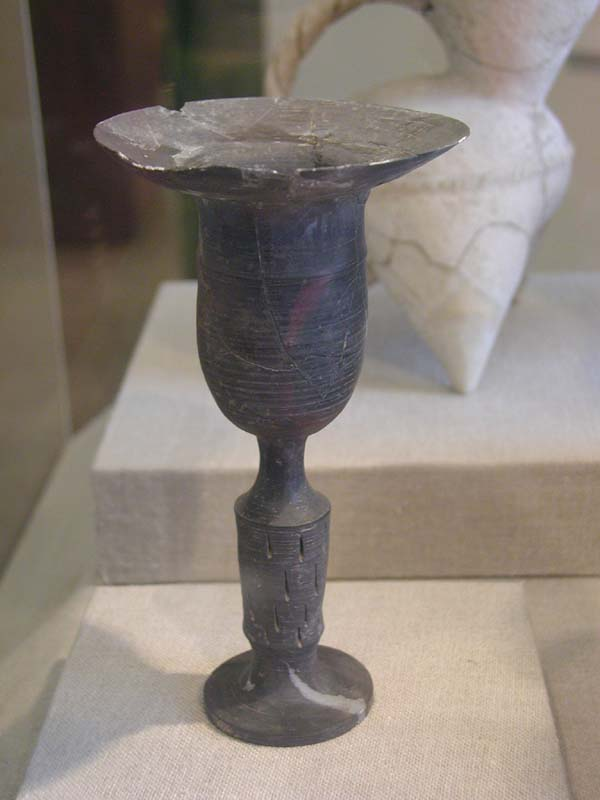
Eierschalenkeramik aus der Longshan-Kultur

  - Aufblühen der Wessex-Kultur im Süden Englands. Sie zeichnet sich durch reichhaltige Grabbeigaben in Grabhügeln aus. Sie ist ferner die Trägerkultur für den weiteren Ausbau von Stonehenge.
  - Allmähliches zu Ende gehen der Longshan-Kultur in China (Beginn ca. 3200 v. Chr., endgültiges Verschwinden 1850 v. Chr.).
  - Die Arier dringen über den Hindukusch in den Nordwesten Indiens ein.
  - Bauern und Hirten wandern von Äthiopien nach Süden und lassen sich in Kenia nieder.
  - In Palästina etablieren sich die Hebräer, die Vorfahren der Israeliten.
  - Die Vorfahren der italischen Völker erscheinen auf der Italienischen Halbinsel.
  - Im östlichen Mittelmeer entwickelt sich zwischen der Ägäis, der Levante und Zypern ein reger Handel mit Barren von Kupfer und Zinn.
- Um 2000 bis 1900 v. Chr., teils jedoch vermutlich schon ab 2200 v. Chr.:
  - Indogermanische Gruppen wandern, möglicherweise in mehreren Schüben, nach Griechenland ein.
- 2000 bis 1800 v. Chr.:
  - In Syrien erlebt die Stadt Ebla eine neue Blütezeit.
  - Ugarit in Syrien und Kreta treiben Handel miteinander.
- 2000 bis 1700 v. Chr.:
  - Auf den Kykladen entstehen größere städtische Ansiedlungen, die oft befestigt sind. Handelsbeziehungen bestehen mit Griechenland und der anatolischen Küste und die Metallurgie entwickelt sich.

Alter Orient um 2000 v. Chr.: Mittleres Reich in 11. Dynastie; Elam dominiert in Sumer

- - Die indogermanischen Hethiter, die ab 2500 v. Chr. über den Kaukasus (möglicherweise aber auch aus dem Balkan über den Bosporus) nach Kleinasien eingewandert waren, etablieren sich im östlichen Anatolien neben den Hattiern, einem Amalgam der ortsansässigen Bevölkerungen, und den Hurritern und absorbieren allmählich die nichtindogermanische, hattische Bevölkerung. Die ursprünglich eine agglutinierende Sprache sprechenden und matriarchalisch organisierten Hurriter waren ab 2500 v. Chr. aus dem Kaukasus eingewandert und hatten kleinere Königreiche in Syrien und in Palästina gegründet. Unter mesopotamischem Einfluss übernahmen sie aber die Keilschrift und mit ihr das Akkadische.
  - Die Luwier entwickeln eine eigene Hieroglyphenschrift, bestehend aus mehr als 400 Zeichen. Diese wird dann ab dem 14. Jahrhundert v. Chr. auf Monumentalinschriften und Siegeln verwendet.
  - Mittelminoische Phase auf Kreta. Mittels Segelschiffen besteht ein reger Handelsaustausch mit Ägypten. Handelsgüter sind Steinvasen, Elfenbein, ägyptische Siegel gegen kretische Töpferwaren, Kupfer, Zinn, Leinen, Wolle, Holz etc. Regelmäßiger Handel wurde auch mit den Kykladen (Thera, Melos und Kea) und Ägina (und von dort weiter mit Attika und Thessalien) betrieben. Auf Kythira bestand sogar eine minoische Kolonie, über die der Handel mit dem Peloponnes (Lerna und Agios Stefanos) ablief.
- Um 2000 v. Chr.:
  - Überbleibsel der Indus-Kultur (Cemetery-H-Kultur, die letzte Phase von Harappa 3C) vermengen sich mit autochthonen Völkern. Hieraus entsteht die Vedische Tradition des Hinduismus, die um 1500 v. Chr. einsetzt (frühvedische Zeit).
  - Die Ausbreitungswelle der Austronesier von Taiwan (ab 4000 v. Chr.) in Richtung Philippinen (Nordphilippinen um 3000 v. Chr.) erreicht schließlich den indonesischen Archipel (Sulawesi, Borneo, Timor).
  - Indoiranische Stämme lassen sich in Baktrien nieder.
  - Aus dem Iran stammende Keramik wird erstmals im Gangesbecken angetroffen.
  - Vermutliche Gründung des Judentums durch den Patriarchen Abraham.
- 1996 v. Chr.:
  - Es gelingt Išbi-Erra, dem Begründer der Dynastie von Isin, die in den Ruinen der Stadt Ur zurückgelassene elamitische Garnison zu vertreiben.
- Um 1995 v. Chr.:
  - Bilalama, König des altbabylonischen Stadtstaates Ešnunna, führt mehrere Feldzüge gegen die Amurriter.
- 1994/1938 v. Chr.:
  - Mentuhotep IV. wird von seiner Palastwache ermordet.
  - Der ägyptische Pharao Amenemhet I. gründet nach bürgerkriegsartigen Wirren die 12. Dynastie.

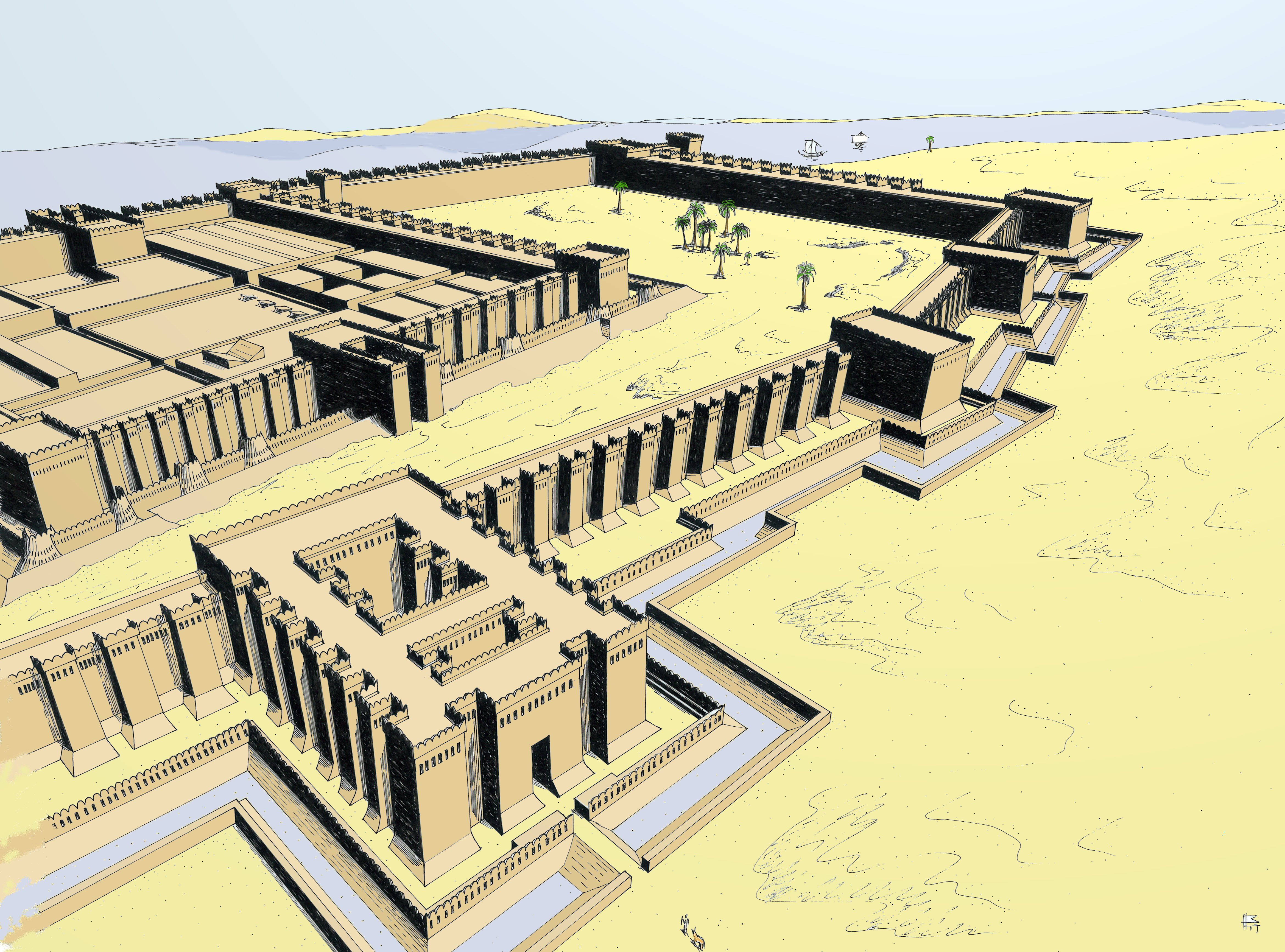
Die ägyptische Grenzfestung Buhen am 2. Nilkatarakt

- 1974 bis 1965 v. Chr., auch 1918 bis 1909 v. Chr.:
  - Sesostris I. regiert zusammen mit seinem Vater Amenemhet I. Die Koregentschaft wurde eingeführt, um eine problemlosere Thronfolge zu ermöglichen.
- 1974 bis 1935 v. Chr.:
  - Der altassyrische König Ērišum I. unterhält ein weites Handelsnetz, vor allem mit Kaniš in Anatolien.
- 1973 bis 1766 v. Chr.:
  - Lebensdauer des Patriarchen Regu (auch Re'u), Vater von Serug, gemäß dem Jüdischen Kalender.
- 1957 v. Chr.:
  - Sesostris I. erobert Unternubien. Er dringt bis an den 2. Katarakt vor. Die Südgrenze des Mittleren Reiches verläuft jetzt bei Abu Simbel und wird durch verschiedene Festungen wie beispielsweise Buhen abgesichert.
- 1941 bis 1741 v. Chr.:
  - Lebenszeit des Patriarchen Serug, Vater von Nahor, gemäß dem Jüdischen Kalender.
- 1934 v. Chr.:
  - Laut der irischen Mythologie (Annalen der vier Meister) wird Sláine mac Dela Hochkönig Irlands. Er stirbt aber bereits 1933 v. Chr. Ihm folgt sein Bruder Rudraige mac Dela.
- 1914 bis 1879/1876 v. Chr.:
  - Unter dem Pharao Amenemhet II. unterhält Ägypten Handelsbeziehungen mit Kreta und dem Libanon.
- 1911 bis 1792 v. Chr.:
  - Lebensdauer des Patriarchen Nahor, Vater von Terach, gemäß dem Jüdischen Kalender.

## Naturereignisse und -katastrophen
- 27. Februar 1953 v. Chr.:

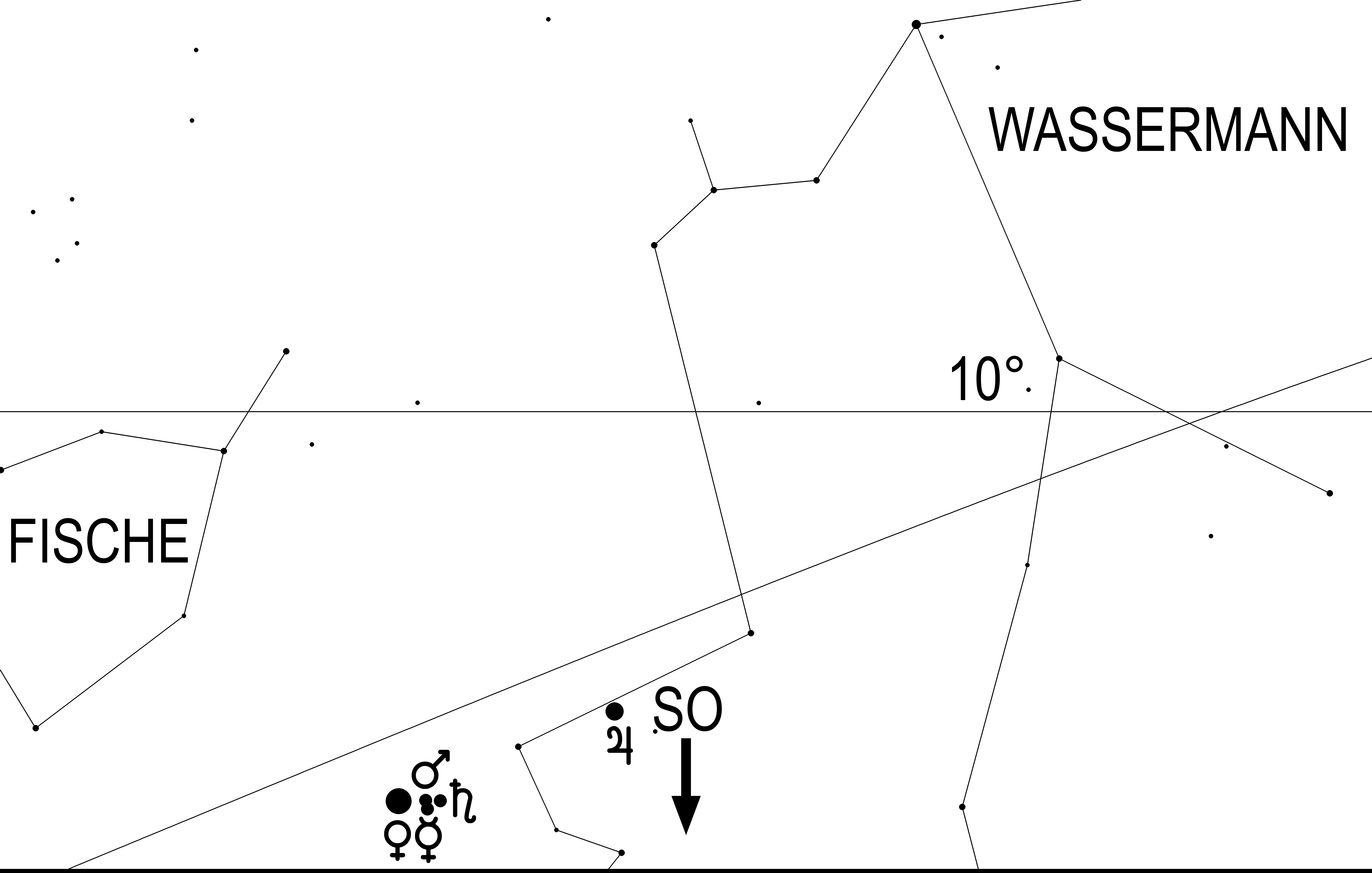
Rekonstruktion des Treffens der 5 hellen Planeten am Morgenhimmel des 27. Februar 1953 v. Chr.

  - Konjunktion sämtlicher, mit bloßem Auge sichtbarer Planeten (mit einer Streubreite von nur 4,3°).
- 20. Jahrhundert v. Chr.:
  - GRIP-Daten verweisen auf eine trockene, warme Phase, die bereits im vorangegangenen 21. Jahrhundert v. Chr. eingesetzt hatte.[3] Die δ18O-Werte erreichen ein zwischenzeitliches Maximum von −34,7 ‰. In den Alpen herrscht nach Bircher (1986) die Warmphase H6h1.[4]

## Erfindungen und Entdeckungen
- 20. Jahrhundert v. Chr.:
  - Auf Kreta werden die Kretischen Hieroglyphen entwickelt[5].
- Um 2000 v. Chr.:
  - Erste Belege für Zahnheilkunde in China.
  - Die von der Sintaschta-Kultur erfundenen, zweirädrigen, wesentlich leichteren Streitwägen mit Speichenrädern und Felgen werden erstmals in Mesopotamien in kriegerischen Auseinandersetzungen genutzt. Die sich ausbreitenden Arier bringen sie nach Indien. Zusammen mit dem Pferd werden sie in Anatolien von den Hethitern eingeführt.
  - Das Krankheitsbild der Schizophrenie wird erstmals beschrieben (in Vorläufertexten des Papyrus Ebers).
  - Glas findet stärkere Verwendung.
  - Auf Kreta kommt die Töpferscheibe zum Einsatz.
  - Die Cemetery-H-Kultur (Phase Harappa 3C) liefert den ersten sicheren Nachweis für Feuerbestattung. Diese Praxis, die im Hinduismus fortgeführt wurde, ist jedoch schon aus der Schönfelder Kultur bekannt.
  - Beginn der Metallverarbeitung in Peru. In den peruanischen Anden wird der Maisanbau intensiviert, gleichzeitig tritt Keramik erstmals in Erscheinung.
  - In Korea wird relativ spät der aus China stammende Hirseanbau eingeführt.
- Um 1950 v. Chr.:
  - Eine Kupferstange aus Nippur definiert die sumerische Elle als 51,72 Zentimeter.
- Um 1900 v. Chr.:
  - In Guatemala wird von der Mokaya-Kultur erstmals Kakao domestiziert.

## Fundstätten
- 20. Jahrhundert v. Chr.:
  - Kolona auf Ägina: Dieses für seine Zeit politisch modern organisierte und bedeutende Handelszentrum ist von mächtigen Befestigungen umgürtet. Die aus den Kykladen stammenden Vasen werden hier zum griechischen Festland weitergeleitet. In der Stadt werden neben Keramik auch Steinmühlen hergestellt. Diese lokalen Erzeugnisse werden nach Attika, Böotien, der Argolis und Euböa exportiert. Erwähnenswert ist der Fund eines kompliziert aufgebauten Hochofens zur Metallverarbeitung und die Kennzeichnung der Keramik.
  - Gwisho in Sambia: Die ansässigen Jäger-Sammler benützen Grabstöcke zum Freilegen von Wurzeln und Knollen. Sie kennen Pfeile aus Holz, deren Spitzen aus mit Gift durchtränktem Schilfrohr bestehen.
  - Grab 108 von Roonka Flat in Australien: Beisetzung eines erwachsenen Aborigines und eines Kindes. Die Kleidung besteht aus zusammengehefteten Fellen, deren Ränder von Vogelfedern verziert werden. Die Beigesetzten tragen Anhängerschmuck aus Knochen und Halsbänder, ferner sind Ockerspuren erkennbar. Der Schädel des Erwachsenen wird von einem Stirnband geschmückt, welches zwei Reihen von aufgereihten und durchbohrten Wallabyzähnen aufweist.

## Bauwerke
- Ab 2000 bis 1800 v. Chr.:

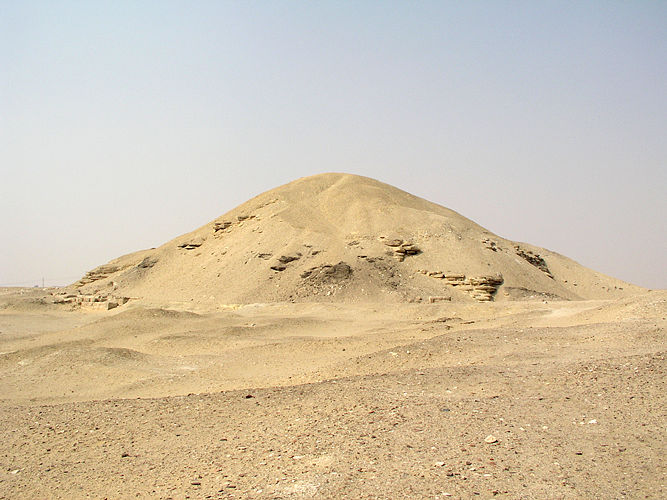
Die Pyramide des Amenemhet I.

  - In Byblos entsteht der Obeliskentempel.
- Ab 2000 bis 1700 v. Chr.:
  - Auf Kreta werden die ersten minoischen Paläste gegründet (Knossos, Phaistos, Malia, Agia Triada und Kato Zakros). Aus ehemaligen dörflichen Ansiedlungen gehen erste städtische Zentren hervor.
- Um 1986 bis 1795 v. Chr.:
  - Unter der 12. Dynastie werden in Beni Hasan Felsgräber ausgehoben.
- 1984 bis 1975 v. Chr.:
  - Tempelbau für die Göttin Ištar durch den altassyrischen König Ilu-šūma.
- 1974 bis 1965 v. Chr., auch 1918 bis 1909 v. Chr.:
  - Bei el-Lischt zwischen Dahschur und Meidum wird für Amenemhet I. seine Pyramide errichtet. Gleichzeitig entsteht an der Grenze zwischen Unter- und Oberägypten mit Itj-Taui eine neue Hauptstadt.
- 1974 bis 1935 v. Chr.:
  - Der altassyrische König Ērišum I. lässt in Aššur für den Stadtgott Aššur einen Tempel erbauen. Ferner wird ein Gebäude mit zwei Braukesseln errichtet.

- 1972 v. Chr.:

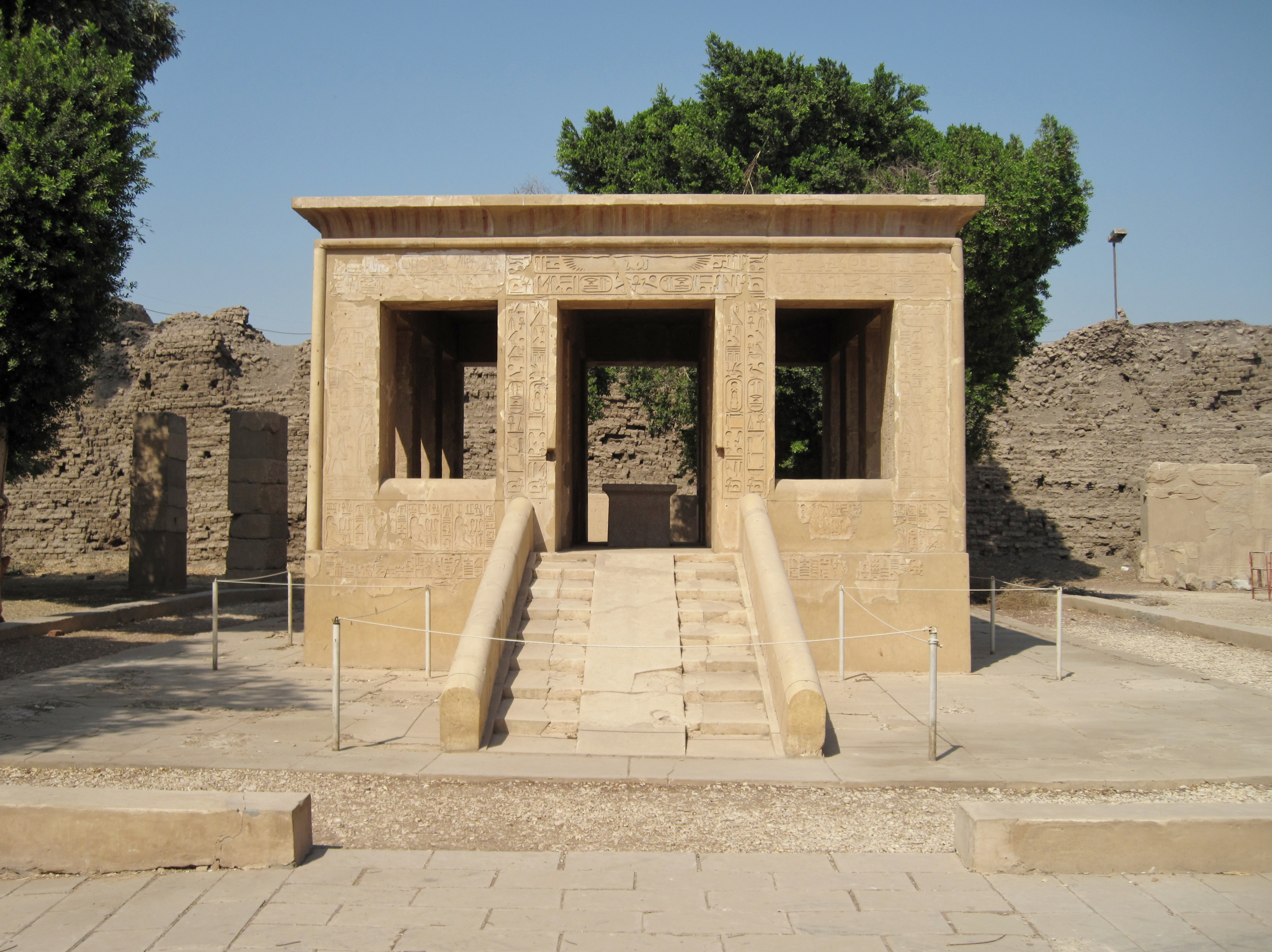
Die Weiße Kapelle des Sesostris I.

  - Unter Sesostris I. entsteht in Heliopolis ein Tempel, an dessen Eingangspylon sich der älteste erhaltene Obelisk Ägyptens befindet.
- 1965 bis 1950 v. Chr.:
  - Für den Pharao Sesostris I. wird in el-Lischt die Sesostris-I.-Pyramide angelegt.
- 1945 v. Chr.:
  - Zum Sedfest wird für Sesostris I. in der Tempelanlage von Karnak die Weiße Kapelle erstellt.

## Kunstwerke
- Um 2000 v. Chr.:

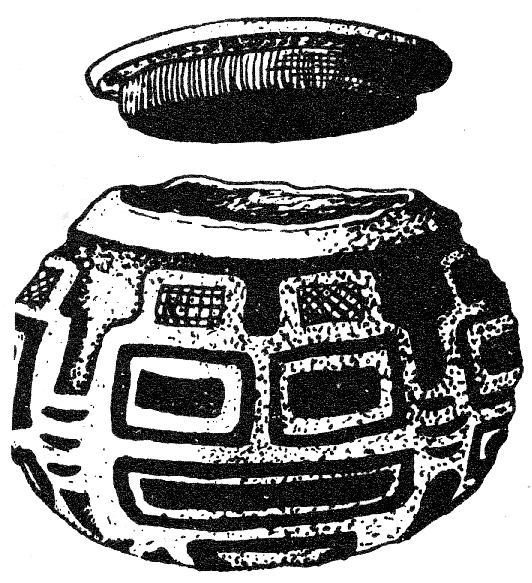
Mit stilisiertem Jaguardesign verzierte Kürbisflasche aus Huaca Prieta

  - Während der Jōmon-Zeit (Jōmon V) wird in Kurokoma ein Dogū geschaffen, das jetzt im Nationalmuseum Tokio aufbewahrt wird.
- Um 2000 bis 1900 v. Chr.:
  - In Mohenjo-Daro (Indus-Kultur) entsteht der Torso des so genannten Priesterkönigs, der jetzt im National Museum of Pakistan in Karatschi ausgestellt ist. Erwähnenswert sind auch die Kupferstatuette der Tänzerin sowie der Torso eines Tänzers, der die späteren Shivadarstellungen (Nataraja) vorwegnimmt.
- 1985 bis 1795 v. Chr.:
  - Im Grab des Erbprinzen Senbi aus der 12. Dynastie wird in Mair (Grab B3) eine Nilpferdstatuette aufgefunden. Sie befindet sich jetzt im Metropolitan Museum of Art in New York City.
- Um 1950 v. Chr.:
  - Im peruanischen Huaca Prieta werden verzierte Kürbisflaschen hergestellt.
- 1928 bis 1895 v. Chr.:
  - Im Grab des Chnumhotep II. in Beni Hasan wird als Wandmalerei die so genannte Ernteszene angebracht, welche von Nina de Garis Davies als Temperafaksimile reproduziert wurde.

## Persönlichkeiten

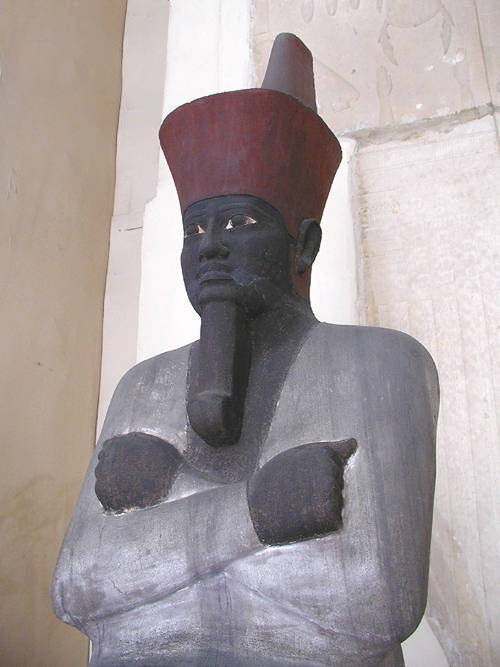
Statue von Mentuhotep II.

Hinweis: Die Regierungsjahre lassen sich in diesem Jahrhundert noch nicht genau bestimmen. Von daher handelt es sich um ungefähre Schätzungen. Die Altersangaben der mesopotamischen Herrscher folgen der Mittleren Chronologie.

### Pharaonen von Ägypten
- 11. Dynastie:
  - Mentuhotep II. (2008–1957 v. Chr., auch 2061 bis 2010 v. Chr.)
  - Mentuhotep III. (1957–1945 v. Chr., auch 2013 bis 2001 v. Chr.)
  - Mentuhotep IV. (1945–1938 v. Chr., auch 2001 bis 1994 v. Chr.)
- 12. Dynastie:
  - Amenemhet I. (1938–1909 v. Chr., auch 1994 bis 1965 v. Chr./Begründer der 12. Dynastie)
  - Sesostris I. (1919–1875 v. Chr., auch 1975 bis 1930 v. Chr.)
  - Amenemhet II. (1877/76–1843/42, auch 1929–1895 v. Chr.)

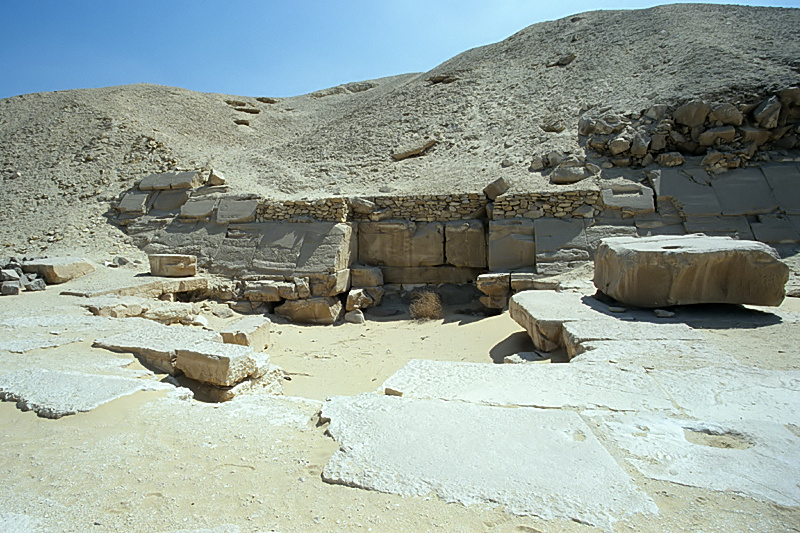
Überreste der Nordkapelle an der Südpyramide des Sesostris I.

### Könige von Assyrien
- Šalim-aḫum (2000 bis 1985 v. Chr.)
- Ilu-šūma (1984–1975 v. Chr.)
- Ērišum I. (1974–1935 v. Chr.)
- Ikūnum (1934 bis 1921 v. Chr.)
- Šarru-kīn I. (1920–1881 v. Chr.)

### König von Ešnunna
- Bilalama (um 1995 v. Chr.)
- Išar-Râmâšu
- Uṣur-Awassu (ca. 1950 v. Chr.)
- Azuzum

### Könige von Isin

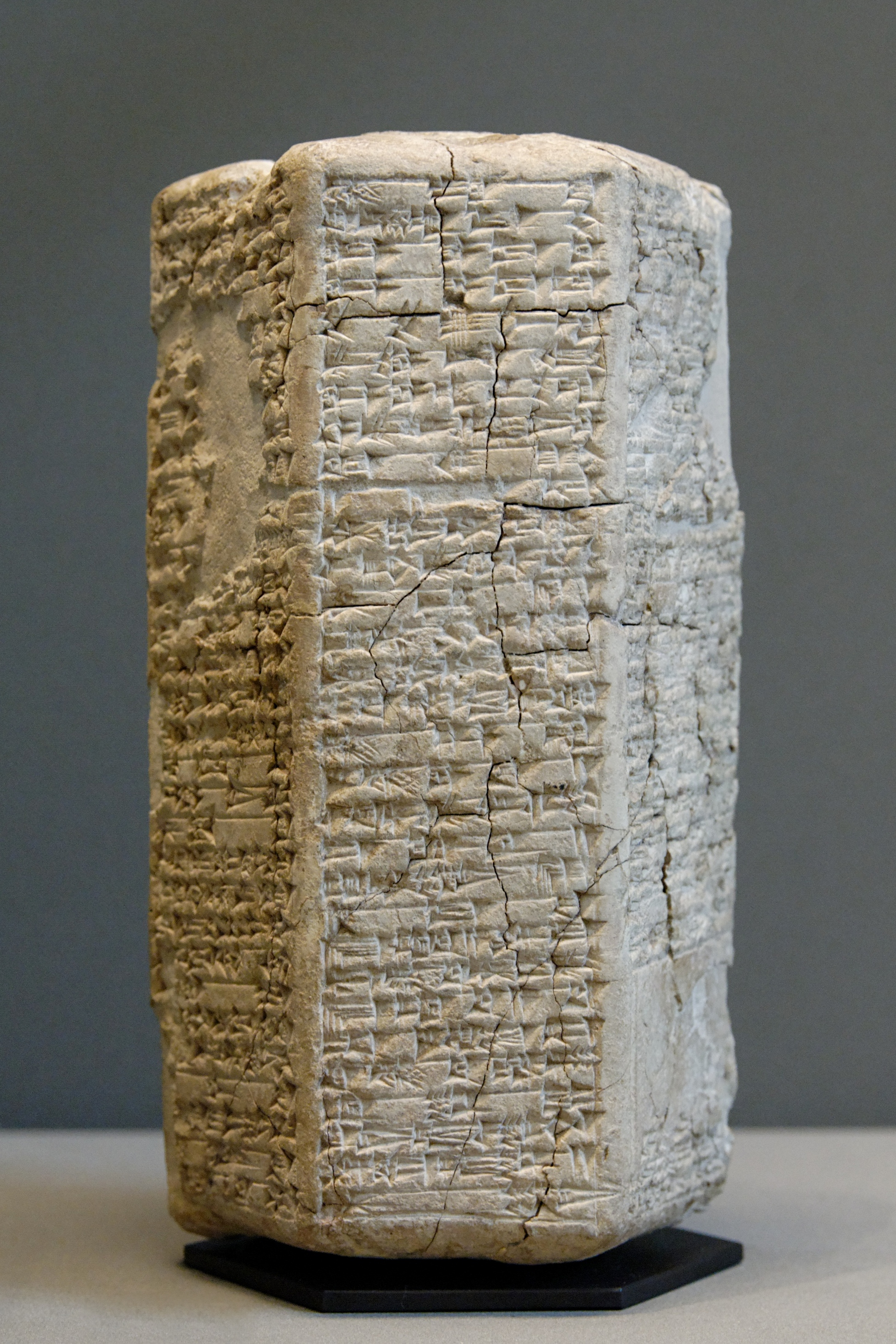
Hymne an Iddin-Dagān, König von Isin

- Išbi-Erra (2017–1984 v. Chr.)
- Šū-ilišu (1984–1975 v. Chr.)
- Iddin-Dagān (1974–1954 v. Chr.)
- Išme-Dagān (1953–1935 v. Chr.)
- Lipit-Ištar (1934–1924 v. Chr.)
- Ur-Ninurta (1923–1895 v. Chr.)

### König von Larsa
- Emisum (2005 bis 1978 v. Chr.)
- Samium (1977 bis 1943 v. Chr.)
- Zabaya (1942 bis 1934 v. Chr.)
- Gungunum (1933 bis 1907 v. Chr.)
- Abisare (1906–1896 v. Chr.)

### Statthalter (šakkanakku) von Mari
- Hitlal-Erra (um 2000 v. Chr.)
- Hanun-Dagan
- Ibbit-Lim (um 1950 v. Chr.)

## Archäologische Kulturen

### Kulturen in Nordafrika
- Ägypten:
  - Mittleres Reich (2077 bis 1781 v. Chr.)
    - 11. Dynastie (2160 bis 1994 v. Chr., auch 2077 bis 1938 v. Chr.) in Theben
    - 12. Dynastie (1994 bis 1837 v. Chr., auch 1938 bis 1781 v. Chr.)
- Nubien:
  - Kerma-Kultur (3500 bis 1450 v. Chr.) in Obernubien
  - C-Gruppe (2150 bis 1540 v. Chr.) in Unternubien

### Kulturen in Afrika
- Ghana und Elfenbeinküste:
  - Kintampo-Kultur (2200 bis 700 v. Chr.)

### Kulturen in Mesopotamien und im Nahen Osten
- Mesopotamien:
  - Isin-Zeit (2017 bis 1924 v. Chr.)
  - Isin-Larsa-Zeit (1924 bis 1792 v. Chr.)
- Iran:
  - Dschiroft-Kultur (4000 bis 1000 v. Chr.)
  - Elam: Altelamische Zeit (2700 bis 1600 v. Chr.)

- Syrien:

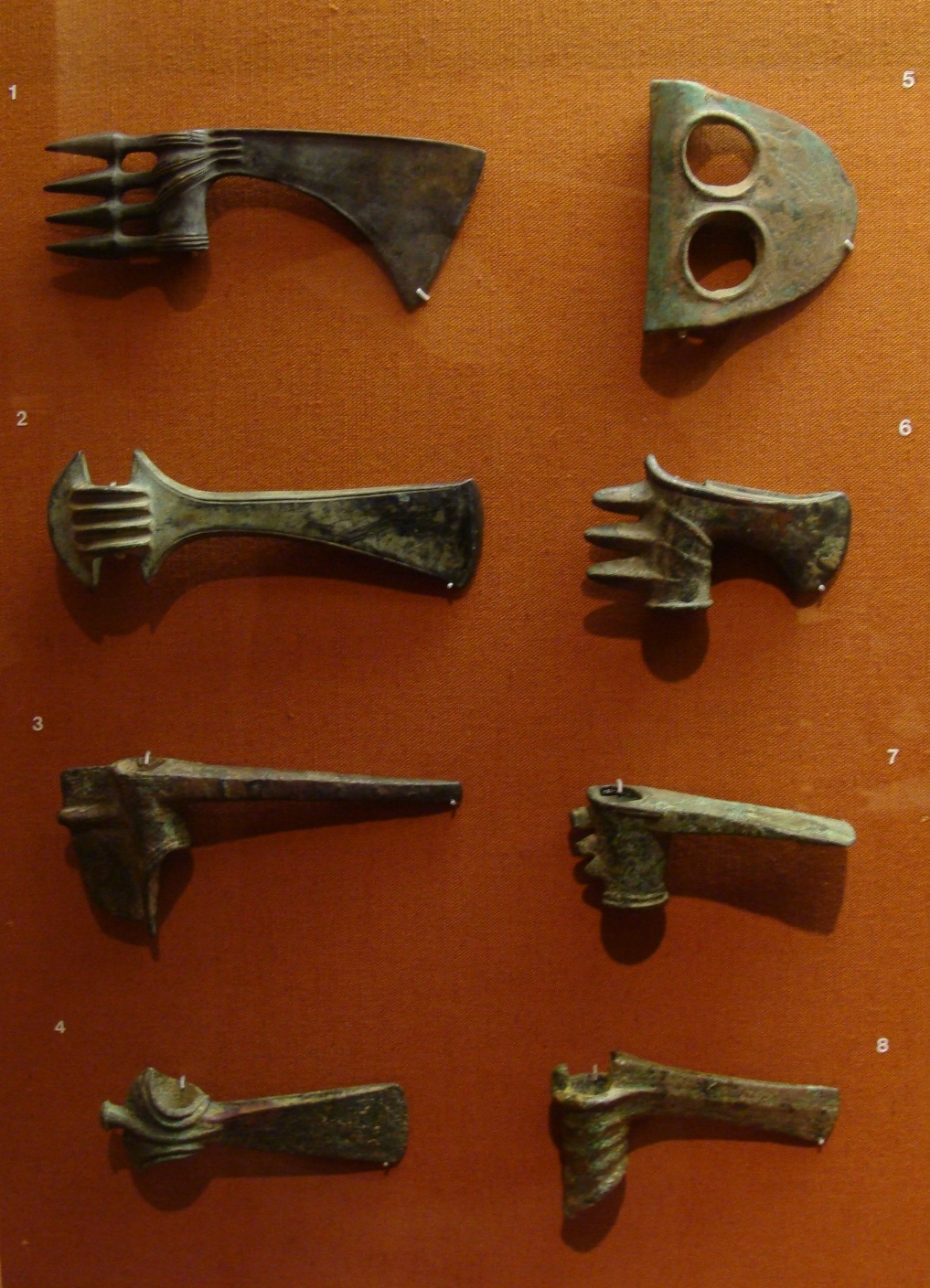
Axt- und Dechselfunde aus dem Nahen Osten. Die Funde 2, 4, 5, und 8 stammen aus Syrien und datieren auf 2000 v. Chr.

  - Tell Brak (6000 bis 1360 v. Chr.)
  - Tall Leilan (5000 bis 1726 v. Chr.)
  - Tell Chuera (5000 bis 1200 v. Chr.)
  - Mari (2900 bis 1759 v. Chr.)
- Türkei:
  - Troja:
    - Troja IV (2100 bis 1950 v. Chr.)
    - Troja V (1950 bis 1800 v. Chr.)
- Bahrain:
  - Dilmun-Kultur (3000 bis 600 v. Chr.)

### Kulturen in Ostasien
- China:
  - Longshan-Kultur (3200 bis 1850 v. Chr.) am mittleren und unteren Gelben Fluss
  - Baodun-Kultur (2500 bis 1700 v. Chr.) in Sichuan
  - Verschwinden der Qijia-Kultur (2400 bis 1900 v. Chr.) in Gansu und Qinghai
  - Untere Xiajiadian-Kultur (2200 bis 1600 v. Chr.) in Nordostchina und in der Inneren Mongolei
  - Erlitou-Kultur (2000 bis 1500 v. Chr.) in Henan und Shanxi
  - Zhukaigou-Kultur (um 2000 bis 1500 v. Chr.) in der Inneren Mongolei
  - Xia-Dynastie (2200 bis 1800 v. Chr.)
- Korea:
  - Späte Jeulmon-Zeit (2000 bis 1500 v. Chr.)
  - Go-Joseon (2333 bis 108 v. Chr.)
- Japan:
  - Späte Jōmon-Zeit – Jōmon V (2050 bis 1050 v. Chr.)
- Vietnam:
  - Đa-Bút-Kultur (4000 bis 1700 v. Chr.)
  - Phùng-Nguyên-Kultur (2000 bis 1500 v. Chr.)
  - Dong-Son-Kultur (2000 v. Chr. bis 200 n. Chr.)
  - Hồng-Bàng-Dynastie (2879 bis 258 v. Chr.)
    - Frühe Hồng-Bàng-Dynastie (2879 bis 1913 v. Chr.)
    - Mittlere Hồng-Bàng-Dynastie (1912 bis 1055 v. Chr.)
- Thailand:
  - Ban-Chiang-Kultur (2100 v. Chr. bis 200 n. Chr., jedoch Neudatierung erst ab 1500 v. Chr.)

### Kulturen in Südasien
- Indien:
  - Indus-Kultur: Harappa-Phase
    - Harappa 3C (2200 bis 1900 v. Chr.)

  - Painted-Grey-Ware-Kultur (2170 bis 900 v. Chr.) in der Ganges-Ebene
  - Bara-Kultur (um 2000 v. Chr.) im östlichen Bereich der Indus-Kultur
    - Kupfer-Hort-Kultur (um 2000 v. Chr.) in Nordindien
- Rajasthan:
  - Ahar-Banas-Kultur (3000 bis 1500 v. Chr.)
- Belutschistan:
  - Mehrgarh (7000 bis 1700 v. Chr.)
  - Ende der Kulli-Kultur (2500 bis 1900 v. Chr.)

### Kulturen in Zentralasien
- Turkmenistan und Afghanistan:
  - Oasenkultur (2200 bis 1700 v. Chr.)
- Kasachstan und westliches Sibirien:
  - Andronowo-Kultur (2300 bis 1000 v. Chr.)
  - Sintaschta-Kultur (2100 bis 1800 v. Chr.)
- Sibirien:
  - Okunew-Kultur (ca. 2500 bis 1500 v. Chr.) in Südsibirien
  - Samus-Kultur (um 2000 v. Chr.) in Westsibirien
  - Susgun-Kultur (ca. 2000 bis 1500 v. Chr.) in Nordsibirien

### Kulturen in Europa
- Nordosteuropa:
  - Rzucewo-Kultur (5300 bis 1750 v. Chr.) im Baltikum und Polen
  - Narva-Kultur (5300 bis 1750 v. Chr.) in Estland, Lettland und Litauen
- Osteuropa:
  - Die Kura-Araxes-Kultur (3500/3000 bis 2000/1900 v. Chr.) im Kaukasus geht zu Ende
  - Abaschewo-Kultur (2500 bis 1800 v. Chr.) in Nordrussland
  - Srubna-Kultur (ca. 2000/1800 bis 1100 v. Chr.) in der Ukraine und Südrussland

- Südosteuropa:
  - Griechenland:

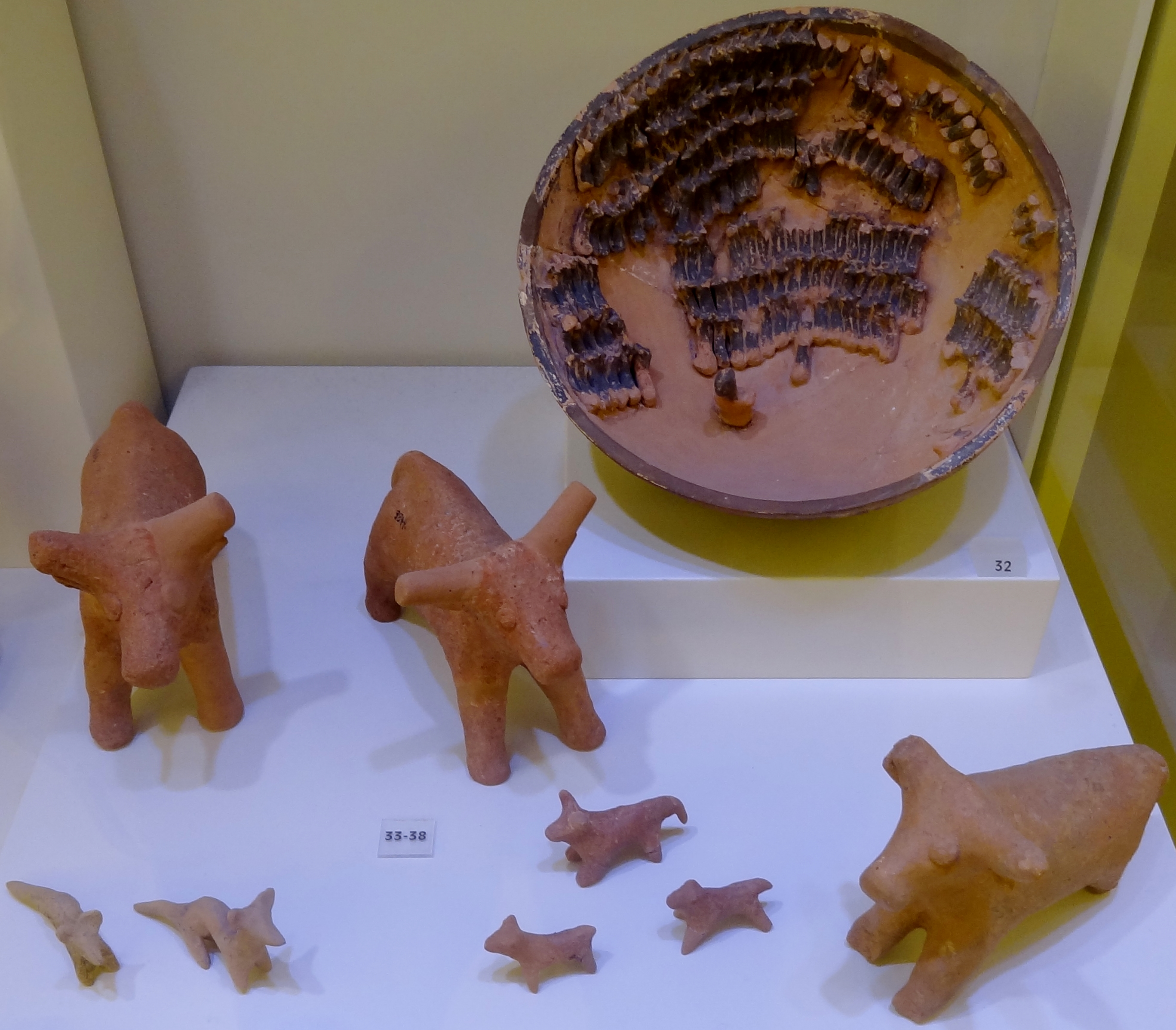
Minoische Tonarbeiten aus dem Zeitraum 2000 bis 1800 v. Chr.

    - Griechisches Festland, Mittelhelladische Phase MH (2000 bis 1550 v. Chr.)
    - Kykladenkultur (3200 bis 1100 v. Chr.), Mittelkykladische Phase MK (2000 bis 1550 v. Chr.)

  - Kreta:
    - MittelminoischePhase MM I A (2000 bis 1900 v. Chr.)
- Mitteleuropa:
  - Die Vlaardingen-Kultur (3350 bis 1950 v. Chr.) in den Niederlanden verschwindet
  - Ende der Glockenbecherkultur (2600 bis 2200 v. Chr.) in Mittel, West und Südeuropa; sie überdauert jedoch in Großbritannien noch bis 1800 v. Chr.
  - Unterwölblinger Gruppe (2300 bis 1800 v. Chr.) in Niederösterreich
  - Straubinger Gruppe (2300 bis 1600 v. Chr.) in Süddeutschland und in der Schweiz
  - Aunjetitzer Kultur (2300 bis 1550 v. Chr.) in Deutschland, Tschechien, Slowakei und in Österreich
  - Adlerberg-Kultur (2100 bis 1800 v. Chr.) in Süddeutschland
  - Wieselburger Kultur (2000 bis 1600 v. Chr.) in Österreich, Slowakei und in Ungarn
  - Hilversum-Kultur (1950 bis 1185 v. Chr.) in den Niederlanden
- Westeuropa:
  - Megalithkulturen:
    - Los-Millares-Kultur (3200 bis 1800 v. Chr.) mit Fundstätte Los Milares
    - Vila Nova de São Pedro (2700 bis 1300 v. Chr.)
    - Britische Inseln (ab 3800 v. Chr.)
      - Wessex-Kultur (2000 bis 1400 v. Chr.) in Zentral- und Südengland – Wessex I (2000 bis 1650 v. Chr.)
      - Stonehenge:
        - Stonehenge 3 IV (2280 bis 1930 v. Chr.)
        - Stonehenge 3 V (1930 bis 1600 v. Chr.)

    - Italien: Megalithareal von Saint-Martin-de-Corléans (3000 bis 1900 v. Chr.) bei Aosta
    - Malta: Nekropole von Tarxien (2500 bis 1500 v. Chr.)
- Südeuropa:
  - Nekropole von Corona Moltana (3200 bis 1600 v. Chr.) auf Sardinien
  - Gaudo-Kultur (2500 bis 1800 v. Chr.) im Süden Italiens
  - El-Argar-Kultur (2300 bis 1500 v. Chr.) im Südosten Spaniens
  - Bonnanaro-Kultur (2200 bis 1600 v. Chr.) auf Sardinien
  - Castelluccio-Kultur (2200 bis 1450 v. Chr.) auf Siziliens
  - Polada-Kultur (2200 bis 1270 v. Chr.) im Norden Italiens

### Kulturen in Amerika
- Grönland und Nordosten Kanadas:

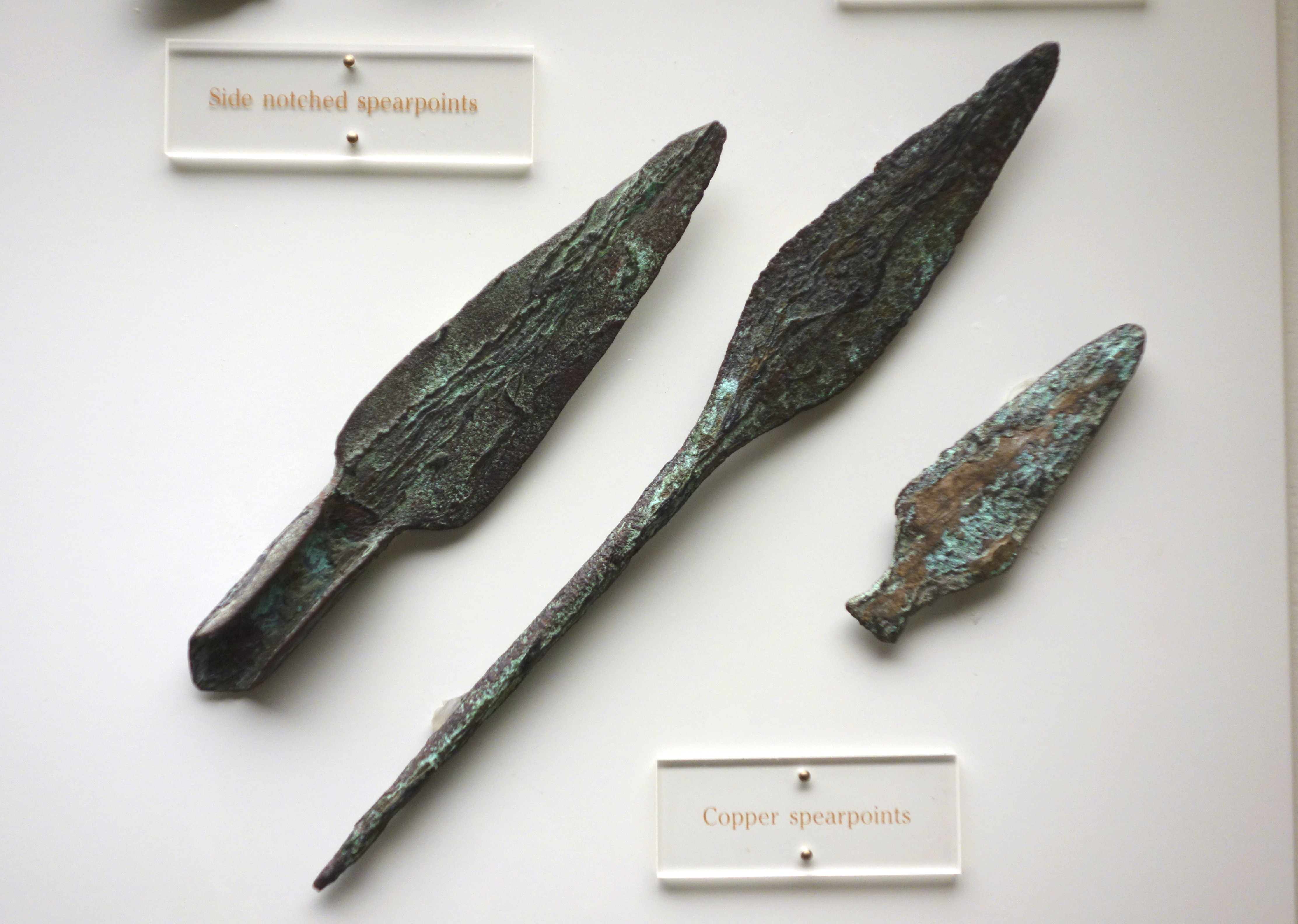
Kupferne Speerspitzen aus der späten Archaischen Periode von Wisconsin, 3000 bis 1000 v. Chr.

  - Independence-I-Kultur (2400/2300 bis 1800/1000 v. Chr.)
  - Saqqaq-Kultur (2500/2400 bis 900 v. Chr.)
- Nord- und Zentralamerika:
  - Archaische Periode. Errichtung von Mounds in den östlichen Waldgebieten ab 4000 v. Chr.
  - Ortoiroid-Kultur (4950 v. Chr. bis 300 n. Chr.) in der Karibik (Saba, Vieques, Puerto Rico)
  - Mokaya-Kultur (1950 bis 900 v. Chr.) in Guatemala
- Südamerika:
  - Chinchorro-Kultur (7020 bis 1500 v. Chr.) in Nordchile und Südperu
  - Valdivia-Kultur (3950 bis 1750 v. Chr.) in Ecuador – Spätstadium, Phase 6 und 7 (2381 bis 1907 v. Chr.)
  - Norte-Chico-Kultur (3500 bis 1800 v. Chr.) in Peru
  - San-Agustín-Kultur (3300 v. Chr. bis 1550 n. Chr.) in Kolumbien
  - Huaca Prieta in Peru (3100 bis 1800 v. Chr.)
  - El Paraíso in Peru (2540 bis 1105 v. Chr.)